# Corythangela galeata
Corythangela galeata är en fjärilsart som beskrevs av Edward Meyrick 1897. Corythangela galeata ingår i släktet Corythangela och familjen säckmalar. Inga underarter finns listade i Catalogue of Life.